# Lucio Mastronardi

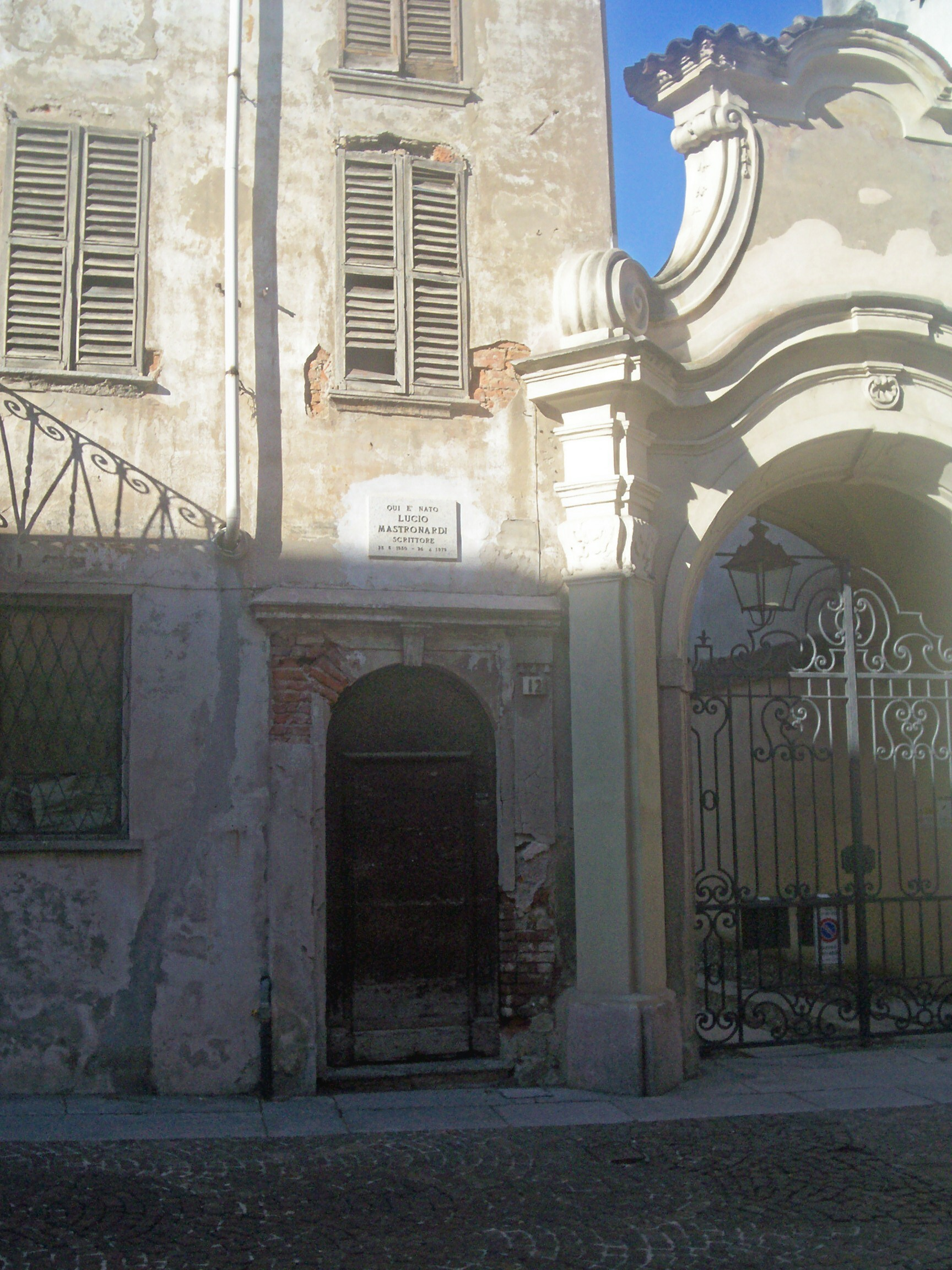
La casa natale di Mastronardi a Vigevano, in via San Francesco 12

Lucio Mastronardi (Vigevano, 28 giugno 1930 – Vigevano, 26 aprile 1979) è stato uno scrittore italiano.

## Biografia
Mastronardi nacque a Vigevano, in provincia di Pavia, il 28 giugno del 1930, figlio di Luciano Mastronardi, ispettore scolastico originario di Cupello (in provincia di Chieti) e di Maria Pistoja, maestra elementare vigevanese. Il padre, a causa dalla sua opposizione al regime fascista, era stato in pratica costretto al pensionamento anticipato nel 1923 e le sue stesse posizioni antifasciste, ben conosciute da tutti in paese, graveranno non poco sul percorso scolastico del figlio Lucio: le rigidità dottrinarie dei suoi insegnanti costringono il futuro maestro ad una sequela di bocciature, cambi di istituto e esami da privatista, finché non riuscirà a conseguire il diploma magistrale nel 1949. Comincia a lavorare ben presto come insegnante, dapprima nelle carceri e, dopo aver conosciuto diverse realtà scolastiche, negli istituti cittadini.
La sua attività letteraria inizia nel 1955, con la pubblicazione di quattro suoi racconti sul Corriere di Vigevano. In occasione di un evento in città avvicina Elio Vittorini, a cui sottopone questi testi. La fitta corrispondenza tra lo scrittore siciliano, attivo anche come redattore di riviste letterarie e curatore editoriale per la Einaudi, ed il giovane maestro prospetta la nascita del primo romanzo di Mastronardi, Il calzolaio di Vigevano. Il testo ha edizione nel numero inaugurale de Il Menabò (giugno 1959), prestigiosa rivista diretta da Vittorini e da Italo Calvino. La pubblicazione porta un'immediata attenzione sull'autore: si ricorda una favorevole recensione di Eugenio Montale sul Corriere della Sera del 31 luglio 1959. Particolare interesse suscita la lingua con cui Mastronardi fa parlare i suoi personaggi, una personale mescolanza di dialetti lombardi, dialetti del Sud e italiano, che sorprende per il suo ritmo e la capacità di «identificarsi nella coscienza paesana del suo mondo, quando si incarna nel muoversi a gesti dei suoi personaggi», secondo le parole di Vittorini.
Il rapporto tra Vittorini e Mastronardi si avvicina a quello tra un padre e un figlio: dalla corrispondenza non emergono solo questioni letterarie, ma un interesse per la personalità tormentata di Lucio. A distanza di anni lo scrittore vigevanese ricorderà così Vittorini: «Un maestro: dava fiducia, carica, consiglio.».
Il primo romanzo, ripreso in seguito e pubblicato nel 1962 nella collana della Einaudi - curata proprio da Vittorini - i Coralli, è il primo capitolo d'una ideale trilogia vigevanese; seguono infatti Il maestro di Vigevano, finito di scrivere nel 1960 e pubblicato sempre nel 1962, e Il meridionale di Vigevano, terminato nel 1963 e pubblicato nel 1964. L'ambiente descritto in tutti i romanzi è il suo paese natale, la "capitale della calzatura", luogo simbolo del boom economico, che diventa, nella letteratura di Mastronardi, il luogo in cui il denaro e l'interesse personale creano nuovi scenari familiari e sociali. Lo scrittore racconta con sguardo critico la trasformazione di una realtà agricola in una città industriale e ne segue lo sviluppo dal periodo fascista alla contemporaneità.
Tra gli autori che sono stati accostati al primo Mastronardi dalla critica, meritano immediata considerazione quelli che lo stesso scrittore lombardo ricorda in una autopresentazione resa a Vittorini del 1956: «Verga, Pirandello, lei [Vittorini N.d.A.], Hemingway, Steinbeck, l'Americana». Di Verga, in particolare, racconta in un'intervista: «La prima volta che ho letto I Malavoglia ci ho visto i calzolai di Vigevano. Penso che se Verga fosse nato qua, avrebbe raccontato la storia di una famiglia di “scarpari”, avrebbe scritto I Malavoglia vigevanesi.»
Mastronardi inizia nel 1962 una collaborazione con l'Unità, segnatamente racconti e piccoli ritratti di provincia, che liberamente riutilizza poi nei romanzi. La capacità di descrivere con straordinaria acutezza e sintesi deformante la vita di provincia sono alla base del successo dello scrittore vigevanese. La popolarità, però, non gli giova: molti si riconoscono nei personaggi della sua Vigevano, scrivono sui giornali locali attacchi personali, fanno il vuoto attorno al maestro. La visibilità del film Il maestro di Vigevano (1963) di Elio Petri e con Alberto Sordi e Claire Bloom, tratto dal romanzo, complica ulteriormente il rapporto con i suoi concittadini.
Mastronardi contempla la possibilità di abbandonare la scuola, che mal tollera, per vivere del lavoro di scrittore. In questo clima di tensione e primi successi, è protagonista di un litigio in treno con un ferroviere. Subisce un ricovero forzato presso l'ospedale psichiatrico di Alessandria. Processato e condannato, il 14 ottobre di quell'anno Mastronardi è prelevato dal suo domicilio e trascorre due giorni nel carcere di Vigevano. Dispensato dall'insegnamento, è in principio relegato a un lavoro di segreteria; nel 1970 ottiene di essere trasferito come bibliotecario a Milano, presso la biblioteca Sormani.
Nel periodo successivo alla trilogia legge molto e si interessa alle innovazioni letterarie contemporanee. Cerca di adattare la scrittura ai tempi nuovi, ma Calvino, che, dopo la morte di Vittorini, prosegue con sincero affetto in Einaudi l'attività di protezione di Mastronardi, non ne apprezza i risultati raggiunti. Avviene così la rottura con Einaudi e il passaggio a Rizzoli.
Con la nuova casa editrice pubblica il suo ultimo romanzo, A casa tua ridono (1971); seguono la raccolta di racconti L'assicuratore (1975) e Gente di Vigevano (1977), che raccoglie i primi tre romanzi e due racconti estratti dalla precedente raccolta.
Quando nel 1972 viene richiamato a insegnare di nuovo ad Abbiategrasso, Mastronardi si scaglia con virulenza sul direttore scolastico Giacomo Ficarrotta; viene difeso dall'avvocato milanese Valerio Mazzola ma il diverbio gli costa, oltre alla denuncia per oltraggio a pubblico ufficiale, la prigione: tre giorni nel carcere di San Vittore, quattro mesi con la condizionale, ma anche una profonda prostrazione che porta a un peggioramento il suo già instabile equilibrio mentale.
Nel 1973 sposa la collega Lucia Lovati, ma pochi mesi dopo, nel 1974, alla notizia della sua prossima paternità, tenta il suicidio gettandosi dal balcone di casa. La presenza di un'automobile attutisce l'impatto e lo salva. La figlia Maria nasce nel febbraio del 1975. Accede alla pensione anticipata nel 1976; ha più tempo per scrivere, ma attraversa ampi periodi di depressione.
Mastronardi viene ricoverato al Policlinico di Pavia nel dicembre 1978 e, dopo aver appreso di una diagnosi di neoplasia polmonare, si allontana disperato quasi fuggendo dall'ospedale. Confida alla sorella di essere impegnato nella stesura di un nuovo romanzo dal titolo provvisorio In mancanza di. Il testo è rimasto fino ad oggi inedito.
La mattina del 24 aprile 1979 esce per una passeggiata, ma non ritorna a casa. Alcuni testimoni affermano di averlo visto passeggiare avanti e indietro sul ponte del Ticino, per cui le ricerche si concentrano sul fiume. Il luogo è quello del tentativo di suicidio di Pietro, il protagonista di A casa tua ridono. Il 26 aprile il suo corpo viene ritrovato da un pescatore.
La sorella Letizia fa pubblicare sul Corriere della Sera il seguente necrologio:

## Opere
- Il calzolaio di Vigevano, Torino, Einaudi, 1959
- Il maestro di Vigevano, Torino, Einaudi, 1962
- Il meridionale di Vigevano, Torino, Einaudi, 1964
- A casa tua ridono, Milano, Rizzoli, 1971
- L'assicuratore, Milano, Rizzoli, 1975